# Poultney (Village)
Poultney ist ein Village in der Town Poultney im Rutland County des Bundesstaates Vermont in den Vereinigten Staaten mit 1079 Einwohnern (laut Volkszählung von 2020). Poultney liegt im Westen der Town Poultney von der es politisch und verwaltungstechnisch abhängig ist. Im Ortskern des Villages verlaufen die Vermont State Route 30, Vermont State Route 31 und Vermont State Route 140. Der Campus des Green Mountain Colleges befindet sich an der westlichen Grenze des Villages. Das Village wird durch den Poultney River im Süden und Westen begrenzt.

## Geschichte

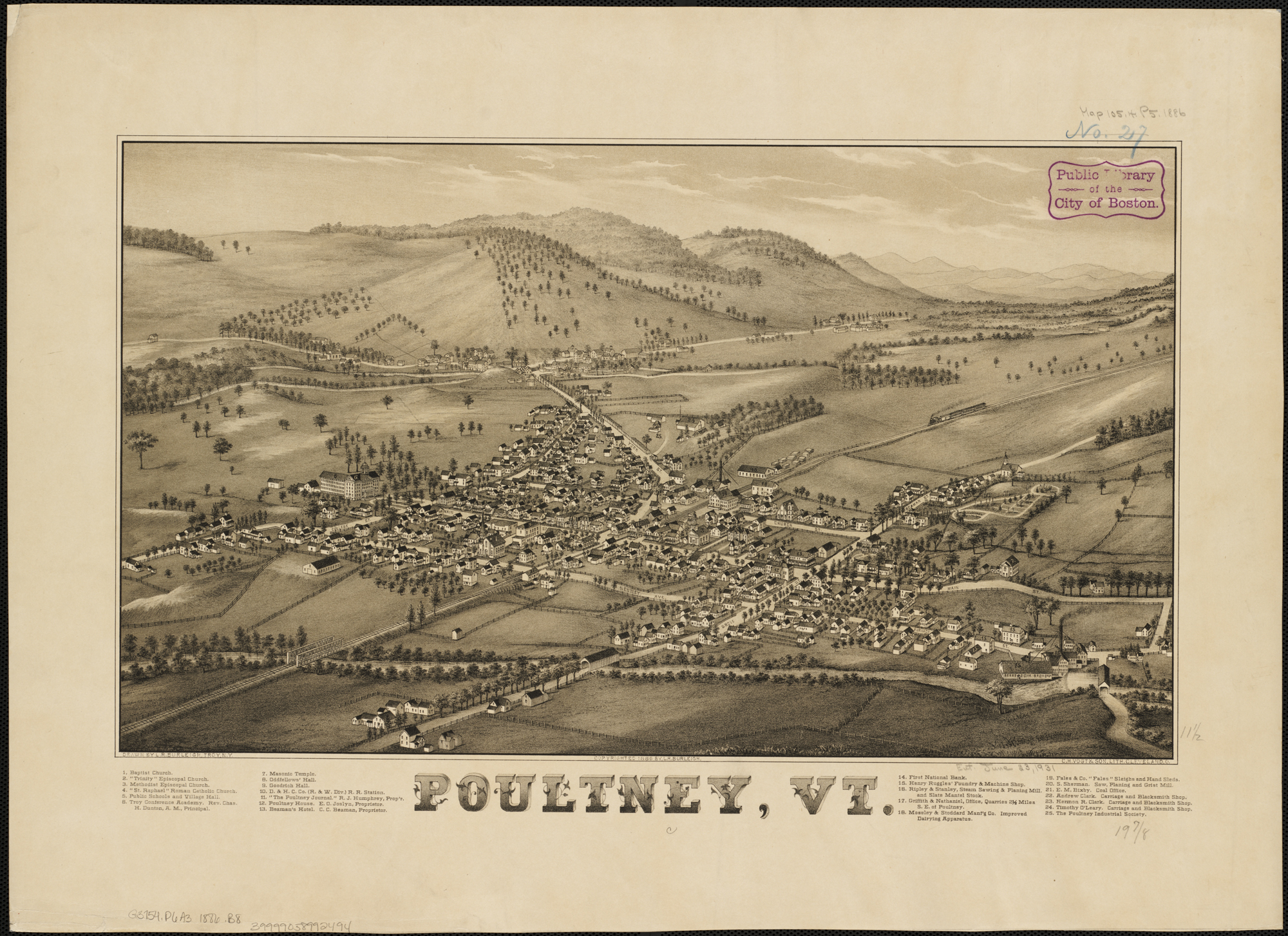
Karte von 1886

Poultney wurde am 21. September 1761 als Grant durch Benning Wentworth gegründet. Die wesentlichsten Ansiedlungen waren West Poultney, später mit eigenständigen Rechten als Village Poultney versehen und East Poultney. Begünstigt wurde das Wachstum durch die günstige Lage, etwa auf halber Strecke der Zweitagesreise zwischen Burlington und Albany. Hier bot sich eine Übernachtung und das Wechseln der Pferde an und so wurde bereits Anfang des 19. Jahrhunderts eine Gaststätte errichtet, die dies ermöglichte. Später wurde die private State Route 30 gebaut, die weitere Reisende durch Poultney führte.
Die Ansiedlung der Troy Conference Academy, heute bekannt als Green Mountain College, brachte viele Studenten und ihre Lehrer nach Poultney. Die Ansiedlung wurde ermöglicht, da die Einwohner diese mit einer Zahlung von 6000 Dollar und später dem Bau der United Methodist Church förderten. Die Schule wurde 1863 in Ripley Female College umbenannt, da  die Studentenschaft zunehmend weiblich war. Das College wurde zu einem wichtigen Ausbildungsort in der Frauenbildungsbewegung und war die erste Universität in Vermont, die Frauen einen Abschluss ermöglichte.
Die Rutland and Washington Railroad erreichte West Poultney im Jahr 1851. Dies förderte das weitere Wachstum von West Poultney. Zunehmend zogen mehr Bewohner nach West Poultney auch aus East Poultney und auch die Geschäfte, Kirchen, Schulen und das Postamt wurden nach West Poultney verlegt.
Mit eigenständigen Rechten wurde das Village Poultney im Jahr 1908 versehen.
Bereits 1977 wurde die Poultney Central School ins National Register of Historic Places aufgenommen. Es folgte 1988 der Poultney Main Street Historic District. Die seit 2009 gelistete South Street Bridge auch Bridge 4 genannt, führt im Süden des Villages über den Poultney River.

### Einwohnerentwicklung
| Jahr      | 1800 | 1810 | 1820 | 1830 | 1840 | 1850 | 1860 | 1870 | 1880 | 1890 |
| --------- | ---- | ---- | ---- | ---- | ---- | ---- | ---- | ---- | ---- | ---- |
| Einwohner |      |      |      |      |      |      |      |      | 943  | 1070 |
| Jahr      | 1900 | 1910 | 1920 | 1930 | 1940 | 1950 | 1960 | 1970 | 1980 | 1990 |
| Einwohner |      | 1474 | 1371 | 1570 | 1333 | 1685 | 1810 | 1914 | 1554 | 1731 |
| Jahr      | 2000 | 2010 | 2020 | 2030 | 2040 | 2050 | 2060 | 2070 | 2080 | 2090 |
| Einwohner | 1575 | 1612 | 1079 |      |      |      |      |      |      |      |

## Persönlichkeiten

### Söhne und Töchter der Stadt
- George Jones (1811–1891), Journalist Mitgründer der New-York Daily Times, der heutigen New York Times